# Alžběta Marie Minsterberská
Alžběta Marie Minsterberská též Eliška Marie, vévodkyně z Württemberka (11. května 1625 Olešnice – 17. března 1686 Olešnice) byla poslední přislušnice rodu knížat z Minsterberka, potomků českého krále Jiřího z Poděbrad.

## Život
Byla jediným dítětem knížete Karla Fridricha Minsterberského z Olešnice (1593–1647) a jeho první manželky Anny Sofie (1598–1641), dcery vévody Bedřicha Viléma I. Sasko-Výmarského.
V Olešnici se 1. května 1647 provdala za Silvia I. Nimroda Württemberského z Juliusburgu, kterému přinesla věnem Olešnické knížectví s asi sedmdesáti tisíci obyvateli, panství Meziboří a Šternberk na Moravě. Její otec zemřel již 31. května 1647 a král Ferdinand III. ponechal manželům olešnické vévodství, které udělil Silviovi Nimrodovi v léno, ale nechal si odstoupit panství Jevišovice.
V roce 1652 založila společně s manželem Řád lebky. Po vévodově smrti v dubnu 1664 vládla jako regentka za své čtyři nedospělé syny, spolu s Kristiánem Břežským a Augustem hrabětem z Lehnice.
Zemřela 17. března 1686 ve věku 60 let. Byla pohřběna po boku svého manžela v kryptě baziliky sv. Jana Evangelisty v Olešnici. Její smrtí vymřel po přeslici knížecí rod Minsterberků.

## Potomci
Z manželství se narodilo sedm dětí:
- 1. Anna Žofie Württemberská (29. 8. 1648 Olešnice – 13. 4. 1661 tamtéž)[2][3]
- 2. Karel Ferdinand Württemberský (15. 1. 1650 Olešnice – 2. 1. 1669 Kassel), svobodný a bezdětný[3][4]
- 3. Silvius II. Bedřich Württemberský (21. 2. 1651 Olešnice – 3. 6. 1697 tamtéž), vévoda württembersko-olešnický od roku 1668 až do své smrti[5][3]
⚭ 1672 Eleonora Šarlota Württembersko-Montbéliardská (20. 11. 1656 Barum – 13. 4. 1743 Vratislav)[3][6]

- 4. Kristián Oldřich I. Württemberský (9. 4. 1652 Olešnice – 5. 4. 1704 tamtéž), vévoda württembersko-bernštatský v letech 1669–1697 a poté vévoda württembersko-olešnický od roku 1697 až do své smrti[7]
I. ⚭ 1672 Anna Alžběta Anhaltsko-Bernburská (19. 3. 1647 Bernburg – 3. 9. 1680 Bierutów)[8][9]
II. ⚭ 1683 Sybila Marie Sasko-Merseburská (28. 10. 1667 Merseburg – 9. 10. 1693 Bierutów)[9]
III. ⚭ 1695 Žofie Vilemína Fríská (17. 10. 1659 Aurich – 4. 2. 1698 Bierutów)[9][10]
IV. ⚭ 1700 Žofie Meklenburská (21. 6. 1662 Güstrow – 7. 6. 1738 Olešnice)[11][9]
- 5. Julius Zikmund Württemberský (18. 8. 1653 Olešnice – 15. 10. 1684 Dobroszyce), vévoda württembersko-juliusburský od roku 1677 až do své smrti[12][3]
⚭ 1677 Anna Žofie Meklenbursko-Schwerinská (24. 11. 1647 Schwerin – 13. 8. 1726 Dobroszyce)[13]
- 6. Kunhuta Juliana Württemberská (20. 3. 1655 Olešnice – 21. 3. 1655 tamtéž)[3][14]
- 7. Sylvius Württemberský (*/† 8. 5. 1660 Olešnice)[3][15]